# Šprint
Šprint je atletska disciplina. To je tek na kratke proge, pri katerem se tekači (oz. tekmovalci) po celotni razdalji premikajo z vso svojo hitrostjo, saj jim ni treba varčevati z energijo za premagovanje daljših razdalj.
Na atletskih tekmovanjih se največkrat prirejajo šprinti na 60, 100, 200 in 400 metrov.